# NGC 4230
NGC 4230 est un amas ouvert situé dans la constellation du Centaure. Il a été découvert par l'astronome britannique John Herschel en 1834.
Selon la classification des amas ouverts de Robert Trumpler, cet amas renferme moins de 50 étoiles (lettre p) dont la concentration est moyenne (II) et dont les magnitudes se répartissent sur un intervalle moyen (le chiffre 2).

## Observation
Avec une magnitude visuelle de 9,44, on peut observer l'amas avec des jumelles dont l'ouverture est de 60 à 70 mm.

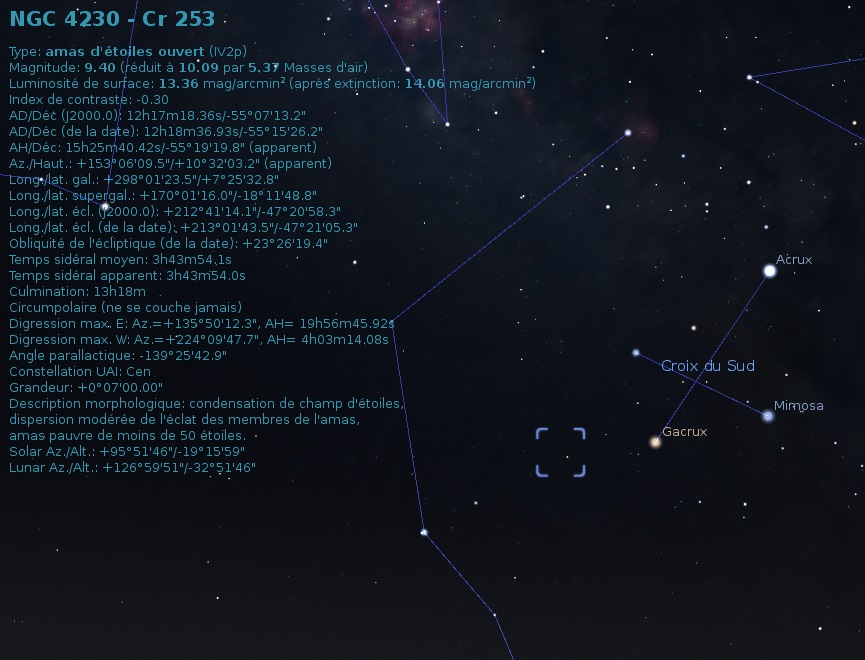
Localisation de NGC 4230 dans la constellation du Centaure. (Stellarium)

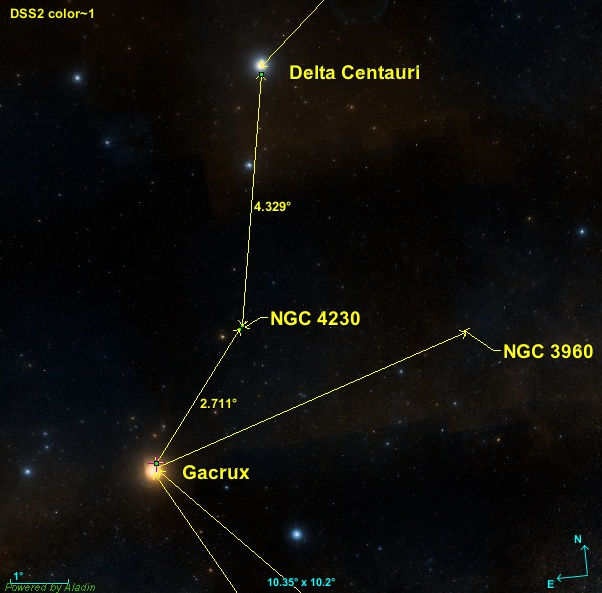
Position de NGC 4230 par rapport à deux étoiles.

NGC 4230 est situé à environ 4,3 degrés au sud-est de Delta Centauri et à 2,7 degrés au nord-ouest de Gacrux (Gamma Crucis). NGC 3960, un autre amas ouvert, est situé à nord-ouest de NGC 4230. Plusieurs autres amas ouvert se trouvent d'ailleurs dans la même région de la sphère céleste
On connait peu de chose de cet amas et le professeur Seligman doute que NGC 4230 soit l'amas OCL 874. De plus, la base de données astronomique Simbad considère qu'il s'agit d'un artéfact. NGC 4230 fait est cependant présent sur WEBDA et le catalogue Lynga, mais avec peu d'information, et le site NASA/IPAC considère qu'il s'ait d'un amas ouvert.
Les principales informations au sujet NGC 4230 qui apparaissent dans l'encadré à droite viennent d'un article publié en 2011 par Ashraf Latif Tadross.